# ماریا کوپنهوفر
ماریا کوپنهوفر (انگلیسی: Maria Koppenhöfer؛ ۱۱ دسامبر ۱۹۰۱ – ۲۹ نوامبر ۱۹۴۸ (۴۶ ساله)) بازیگر تئاتر، و بازیگر سینما اهل آلمان بود.
از فیلم‌ها یا برنامه‌های تلویزیونی که وی در آنها نقش داشته‌است می‌توان به عشق بزرگ و کوچک اشاره کرد.